# Словак (Польща)
Словак (пол. Słowak) — село в Польщі, у гміні Александрув-Лодзький Зґерського повіту Лодзинського воєводства.
Населення — 81 особа (2011).

## Демографія
Демографічна структура станом на 31 березня 2011 року:
|          | Загалом | Допрацездатний вік | Працездатний вік | Постпрацездатний вік |
| -------- | ------- | ------------------ | ---------------- | -------------------- |
| Чоловіки | 48      | 10                 | 36               | 2                    |
| Жінки    | 33      | 5                  | 21               | 7                    |
| Разом    | 81      | 15                 | 57               | 9                    |